# Nemda
Nemda (rus. Немда) je rijeka u Marij Elu i Kirovskoj oblasti u Rusiji, desni pritok Pižme. Duljina rijeke je 162 km, a površina njenog porječja3780 km2. Nemda se smrzava sredinom studenog i ostaje okovana ledom do sredine travnja.

## Vanjske poveznice
|  | Zajednički poslužitelj ima još gradiva o temi Nemda |